# Aurikulo-kondyläres Syndrom
Das Aurikulo-kondyläre Syndrom (ACS) ist eine sehr seltene angeborene Erkrankung mit den Hauptmerkmalen beidseitiger Ohr-Malformationen (sog. ‚Fragezeichenohren‘) („aurikulo“), hypoplastische Unterkiefer-Kondylen, Mikrostomie, Mikrogenie, Mikroglossie und Asymmetrie des Gesichtes.
Synonyme sind:  ‚Fragezeichenohr‘-Syndrom; Dysgnathie-Komplex; englisch Question mark ear syndrome; Auriculocondylar syndrome; ARCND

## Verbreitung
Die Häufigkeit wird mit unter 1 zu 1.000.000 angegeben, bislang wurden 6 betroffene Familien beschrieben. Die Vererbung erfolgt autosomal-dominant oder autosomal-rezessiv.

## Ursache  und Einteilung
Es handelt sich um eine Störung der embryonalen Entwicklung des ersten und zweiten Kiemenbogens.
Je nach zugrunde liegender Mutation können folgende Typen unterschieden werden:
- Aurikulokondyläres Syndrom 1 (ARCND1), autosomal-dominant, Mutationen im GNAI3-Gen im Chromosom 1 Genort p13.3[2]
- Aurikulokondyläres Syndrom 2 (ARCND2), autosomal-dominant oder autosomal-rezessiv, Mutationen im PLCB4-Gen im Chromosom 20 p12.3-p12.2[3]
- Aurikulokondyläres Syndrom 3 (ARCND3), autosomal-rezessiv, Mutationen im EDN1-Gen im Chromosom 6 p24.1[4]

Unter dem Begriff „Fragezeichenohr“-Syndrom wird auch eine lediglich das Ohr betreffende Form geführt, also ohne Mikrognathie oder Mikrostomie.
- Congenital Auricular Cleft, (Synonym: Isolated Question Mark Ears), autosomal-dominant, Mutationen im EDN1-Gen im Chromosom 6 p24.1[5]

## Klinische Erscheinungen
Klinische Kriterien sind:
- Manifestation als Neugeborenes oder als Kleinkind
- Symmetrische Fehlbildung der Ohrmuschel mit Spalt zwischen Ohrläppchen und oberen Ohranteilen („Question-mark“, „Fragezeichen“), eventuell auch glattere, weniger gefaltete oder nach dorsal gedrehte Ohrmuscheln
- Fehlbildung des Unterkiefers mit schmalem Kinn (Mikrognathie), verkürztem Kondylus und häufig beeinträchtigter Gelenkfunktion im Kiefergelenk.

Ferner können Muskelhypotonie, Ptose, Gaumenspalte, Pausbacken, Schwerhörigkeit und Dyspnoe hinzu kommen.

## Diagnose
Die Diagnose ergibt sich aus den klinischen Befunden, kann bereits intrauterin mittels Feinultraschall erkannt und durch Genetische Untersuchung gesichert werden.